# Tom Burke (ator)
Tom Liam Benedict Burke (n. 30 de junho de 1981) é um ator inglês conhecido pelos seus papéis de Davy em Third Star, Billy em Only God Forgives e Athos na série The Musketeers.

## Biografia
Tom Burke é filho dos atores David Burke e Anna Calder-Marshall, afilhado do ator Alan Rickman e neto do escritor Arthur Calder-Marshall. 
Quando Tom tinha cerca de 3 anos, o seu pai, que ficou conhecido por interpretar o papel de Dr. Watson na série The Adventures of Sherlock Holmes, deixou a produção após receber um convite para se juntar à sua esposa na Royal Shakespeare Company e assim poder cuidar melhor do filho.
Tom nasceu com uma fissura labiopalatal que entretanto foi corrigida.
Durante a sua infância e adolescência, Tom Burke frequentou o National Youth Theatre e o Young Arden Theatre. Aos 18 anos entrou na Royal Academy of Dramatic Art em Londres, tendo completado o curso em 2002.

## Carreira
Tom Burke teve vários papéis na televisão. Um dos seus papéis mais conhecido no pequeno ecrã é o da versão adulta de Giac, o filho de Giacomo Casanova na adaptação televisiva do livro em 2005. Fez o papel de Lee no tele-filme da BBC Bella and the Boys e contracenou com James McAvoy e Bill Nighy na série State of Play. Em 2006 apareceu como Dr. John Seward no tele-filme Dracula. Fez o papel de Napoleão Bonaparte num episódio da série documental Heroes and Villians da BBC.
Em 2008 recebeu o Ian Charleson Award pelo seu papel na peça Creditors no Donmar Warehouse.
Em 2010 protagonizou o filme Third Star com Benedict Cumberbatch e JJ Field. No mesmo ano entrou no filme Cleanskin um thriller protagonizado por Sean Bean, Charlotte Rampling, James Fox, Abhin Galeya e Michelle Ryan.
Os seus papeis mais recentes são o de Athos na série da BBC The Musketeers, a última adaptação do clássico Os Três Mosqueteiros de Alexandre Dumas e de Cormoran Strike , na série da BBC Strike , baseada numa série de livros de J.K. Rowling.

## Filmografia

### Televisão
| Ano           | Nome                       | Personagem             | Notas                                           |
| ------------- | -------------------------- | ---------------------- | ----------------------------------------------- |
| 1999          | Dangerfield                | Gavin Kirkdale         | Episódio #6.11 "Something Personal"             |
| 1999          | All the King's Men         | Private Chad Batterbee | Tele-filme                                      |
| 2003          | State of Play              | Syd                    | Episódios #1.3-1.6                              |
| 2003          | The Young Visiters         | Horace                 | Tele-filme                                      |
| 2003          | POW                        | Robbie Crane           | Episódio #1.3                                   |
| 2004          | Bella and the Boys         | Lee                    | Tele-filme                                      |
| 2004          | Inspector Lynley Mysteries | Julian Britton         | Episódio #3.1 "In Pursuit of the Proper Sinner" |
| 2005          | Casanova                   | Jack, 20 anos          | Episódio #1.3                                   |
| 2005          | The Brief                  | Dan Ottway             | Episódio #2.2                                   |
| 2005          | Jericho                    | Edward Wellesley       | Episódio #1.1 "A Pair of Ragged Claws"          |
| 2005          | All About George           | Paul                   | Episódios #1.2-1.6                              |
| 2006          | Number 13                  | Edward Jenkins         | Tele-filme                                      |
| 2006          | Dracula                    | Dr. John Seward        | Tele-filme                                      |
| 2006          | The Trial of Tony Blair    | Book Publisher         | Tele-filme                                      |
| 2006          | Heroes and Villains        | Napoleão Bonaparte     | Episódio #1.1 "Napoleon"                        |
| 2008          | In Love with Barbara       | Ronald Cartland        | Tele-filme                                      |
| 2009          | Agatha Christie's Poirot   | Lieutenant Colin Race  | Episódio #12.1 "The Clocks"                     |
| 2011          | Great Expectations         | Bentley Drummle        | Episódios #1.2-1.3                              |
| 2012          | The Hour                   | Bill Kendall           | Episódios #2.2-2.6                              |
| 2013          | Heading Out                | Ben                    | Episódio #1.6                                   |
| 2014-presente | The Musketeers             | Athos                  | Série (20 episódios)                            |
| 2014          | Utopia                     | Philip Carvel          | Episódio #2.1                                   |
| 2016          | War and Peace              | Dolokhov               | Minissérie                                      |
| 2017          | The Strike Series          | Cormoran Strike        | Série                                           |

### Teatro
- Romeo and Juliet no Shakespeare's Globe (2004) - Romeu
- Macbeth no Almeida Theatre (2006)
- Reasons to be Pretty no Almeida Theatre
- The Cut no Donmar Warehouse (2006) - Stephen
- The Monument no Finborough Theatre (?) - Stetko
- Gertrude - the Cry no Riverside Studios (?) - Hamlet
- Creditors no Donmar Warehouse (2008) - Adolph
- Design for Living no Old Vic Theatre (2010) - Otto

## Prêmios e indicações
| Ano  | Prêmio                          | Indicação                     | Resultado |
| ---- | ------------------------------- | ----------------------------- | --------- |
| 2008 | Ian Charleson Award             | Creditors no Donmar Warehouse | Venceu    |
| 2019 | British Independent Film Awards | The Souvenir                  | Indicado  |